# روسولا نبيلة
روسولا نبيلة (الاسم العلمي: Russula nobilis) هي نوع من الفطريات تتبع جنس الروسولا من الفصيلة الروسولية.